# Mallophora macquartii
Mallophora macquartii là một loài ruồi trong họ Asilidae. Mallophora macquartii được Rondani miêu tả năm 1850.